# Ceanothus integerrimus
Ceanothus integerrimus hook. & Arn. (deer brush) es un arbusto de la familia Rhamnaceae, nativo del oeste de Estados Unidos, en Arizona, Nuevo México, California, Oregón, y Washington. Crece en los lugares de chaparral de montaña, en los bosques de frondosas de Occidente, en comunidad con el abeto y el pino ponderosa, siendo más abundantes en el chaparral en California.

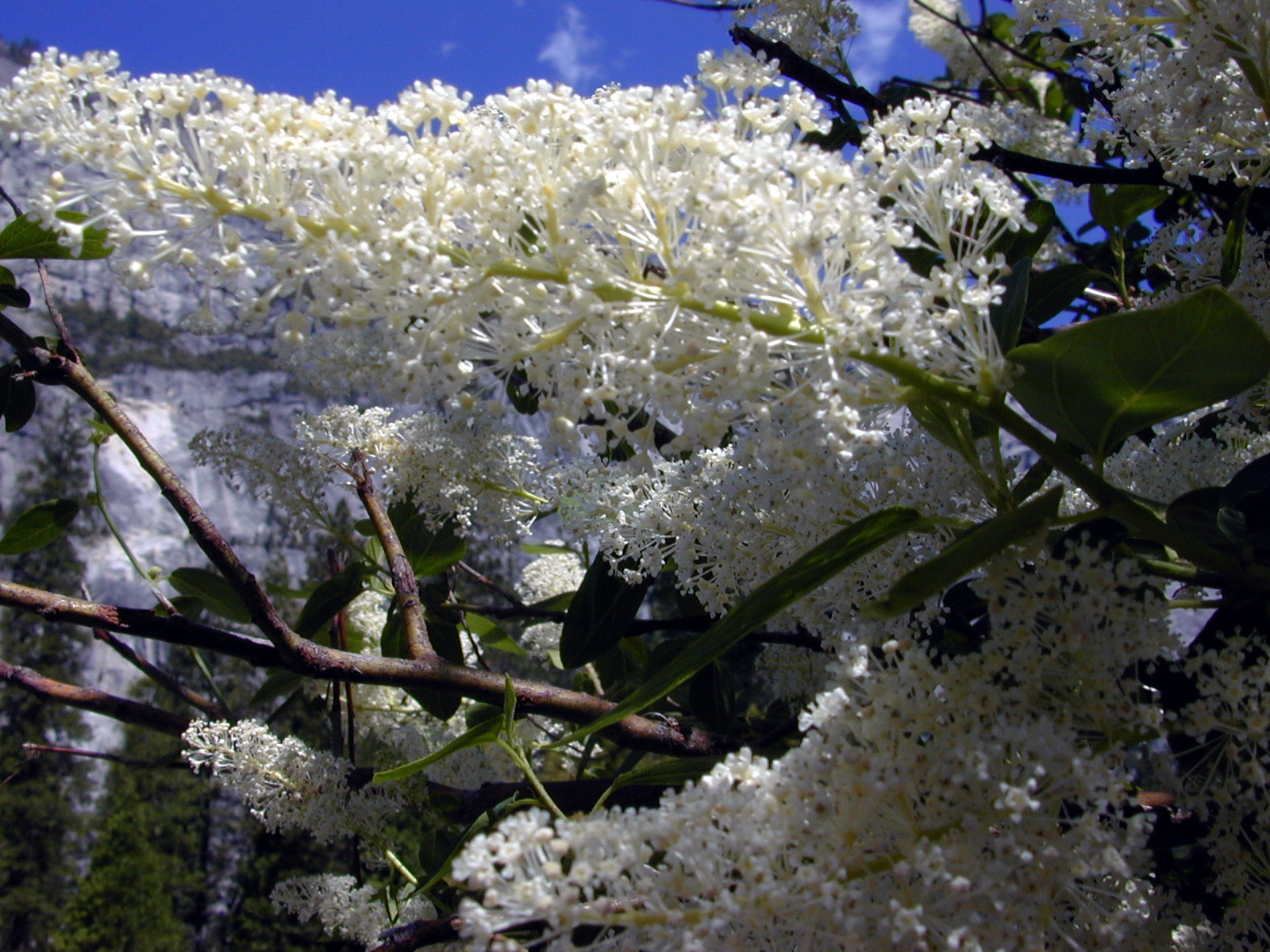
Inflorescencia

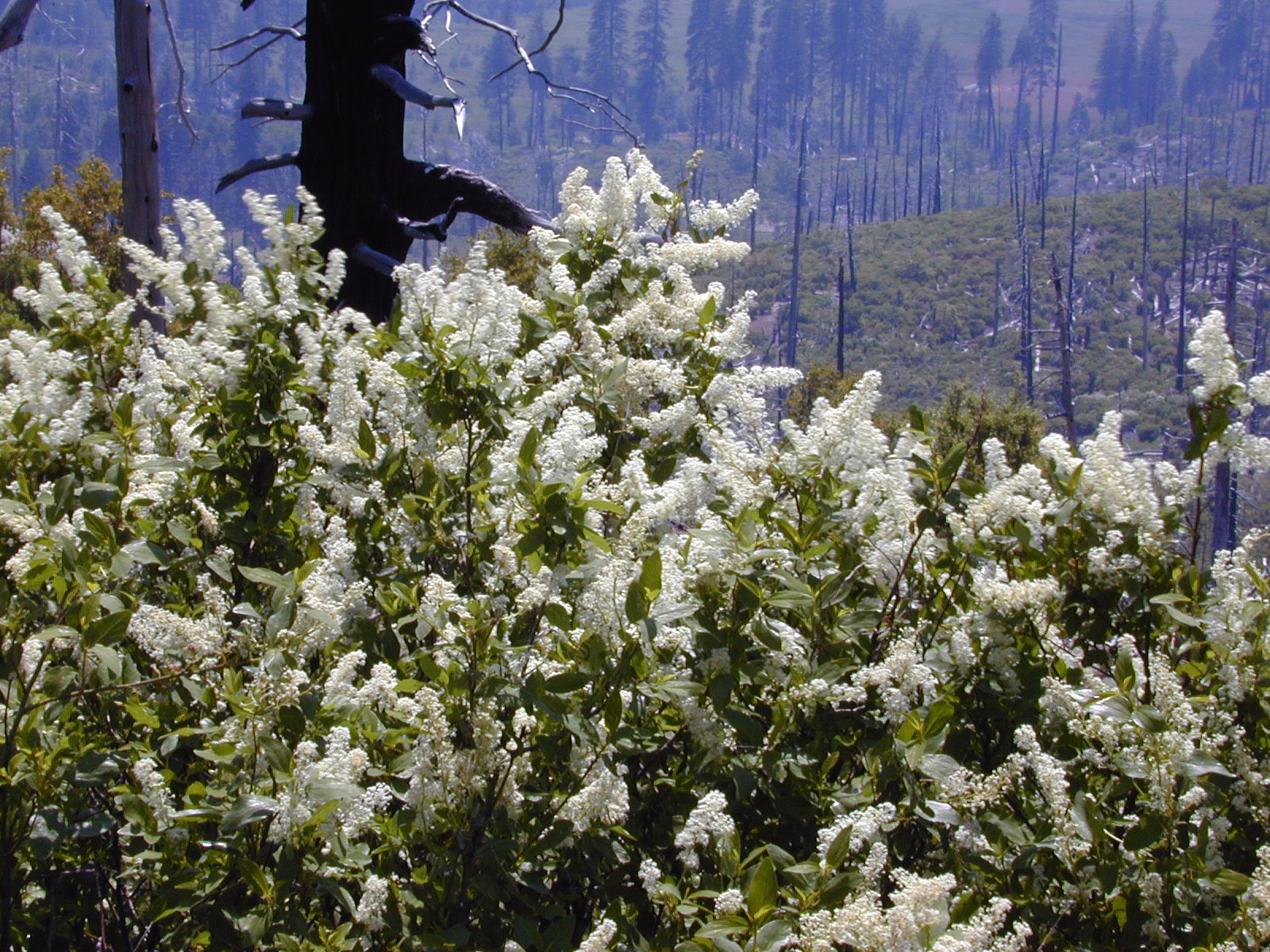
En su hábitat

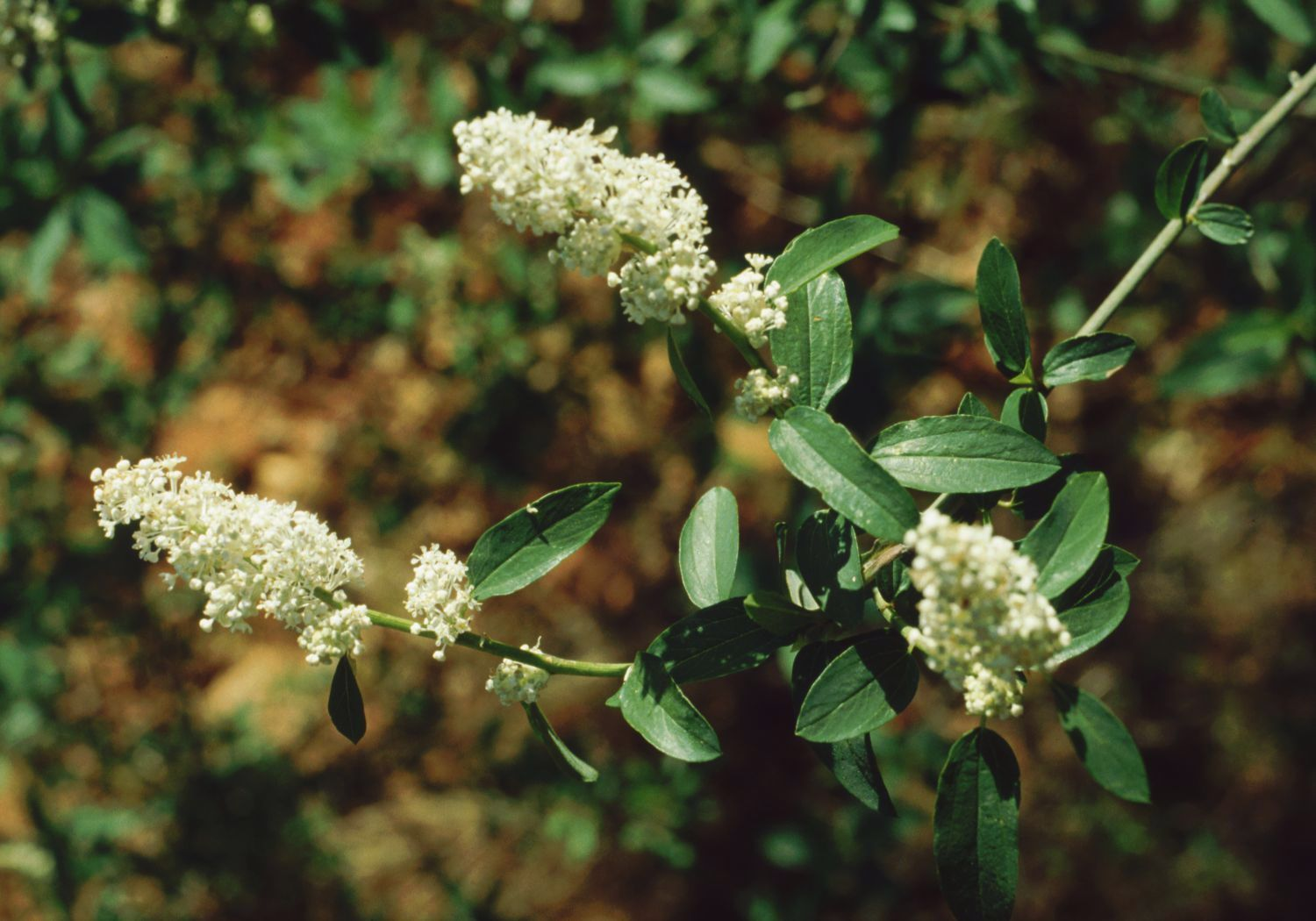
Detalle de las hojas

## Descripción
Es un arbusto de hoja caduca 1-4 m de altura con ramas ascendentes a erectas.  Sus tallos son redondos de color amarillo a verde pálido. Las hojas son brillantes, caducas y de 2.5-8 cm de largo.  Las hojas crecen alternativamente en los tallos. Los pecíolos de las hojas tienen menos de 15 mm de longitud.
Las flores son de color blanco o azul, y rara vez de color rosa. Se producen en racimos  de 15 centímetros o menos y contienen los órganos masculinos y femeninos.  El fruto es una cápsula  pegajosa de unos 4-5 mm de diámetro con una ligera cresta, la semilla es expulsada de la cápsula.

## Medicina popular
Usos medicinales de C. intergerrimus: entre los indios de América del Norte en California se utilizan en el tratamiento de mujeres después del parto. Los miwok de California también utilizan las ramas de esta planta en la fabricación de cestas.
Es usada en la terapia floral californiana cuando se producen motivaciones entremezcladas o en conflicto, puede producirse una falta de claridad y honestidad frente a ello; esta flor permite establecer una claridad de propósito, sinceridad en las emociones, poner en consonancia lo que se siente con las acciones externas.

## Taxonomía
Ceanothus integerrimus fue descrito por Hook. & Arn. y publicado en The Botany of Captain Beechey's Voyage 329. 1841[1838].
Variedades
- Ceanothus integerrimus var. californicus (Kellogg) Benson.  Hojas elípticas, lanceoladas u oblongas a ovales. La superficie de las hojas tienen pelos pequeños y las parte inferiores son menos peludas que la superiores.  Flores generalmente de color blanco o azul.
- Ceanothus integerrimus var. integerrimus
- Ceanothus integerrimus var. macrothyrsus (Torrey) Benson. Hojas alargadas y ovaladas.  Bases de las hojas con tres nervaduras en la base. La superficie de las hojas son pubescentes en la parte superior e inferior.  Las flores son blancas.
- Ceanothus integerrimus var. puberulus (Greene) Abrams. Láminas foliares elípticas o lanceoladas y oblongas a obovadas. La base de la hoja tiene tres nervaduras. Las hojas también son pubescentes en ambos lados. Flores blancas.

Sinonimia
- Ceanothus andersonii Parry
- Ceanothus californicus Kellogg
- Ceanothus californicus Keller ex K.Brandegee
- Ceanothus macrothyrsus (Torr.) Greene
- Ceanothus mogollonicus Greene
- Ceanothus myrianthus Greene
- Ceanothus nevadensis Kellogg
- Ceanothus peduncularis Greene
- Ceanothus puberulus Greene
- Ceanothus thyrsiflorus var. macrothyrsus Torr.[6]